# Публий Антистий
Пу́блий Анти́стий (лат. Publius Antistius; около 123 — 82 гг. до н. э., Рим) — римский политический деятель и оратор, народный трибун 88 года до н. э., тесть Гнея Помпея Великого. Помешал Гаю Юлию Цезарю Страбону Вописку получить консулат на 88 год до н. э. Стал одной из последних жертв марианского террора.

## Биография
Публий Антистий принадлежал к незнатному плебейскому роду. Антиковед Г. Самнер датирует его рождение приблизительно 123 годом до н. э. По словам Марка Туллия Цицерона, Публий начал свою карьеру как оратор и прошёл через «многие годы безвестности, когда все его презирали и даже высмеивали». Наконец, он добился избрания народным трибуном на 88 год до н. э. Совместно с одним из коллег, Публием Сульпицием, Антистий сразу после принятия полномочий вмешался в ход консульских выборов. Трибуны выступили против одного из кандидатов, Гая Юлия Цезаря Страбона Вописка, который хотел получить консулат, минуя обязательную промежуточную ступень — претуру. В развернувшихся дебатах, по словам Цицерона, «доводы Антистия оказались многочисленнее и тоньше». И у Цезаря, и у трибунов были многочисленные сторонники, между которыми начались уличные столкновения (Асконий Педиан назвал эти стычки «причиной гражданской войны»). В конце концов, Цезарь проиграл выборы, консулами стали Луций Корнелий Сулла и Квинт Помпей Руф.
В последующие годы Антистий стал одним из самых востребованных ораторов Рима; его успеху способствовало то, что многие мастера красноречия погибли в гражданских войнах либо были вынуждены уйти в изгнание. Предположительно в 86 году до н. э. Публий занимал должность эдила. Плутарх пишет о преторе Антистии, который председательствовал в суде во время процесса юного Гнея Помпея (впоследствии Великого), обвинённого в присвоении добычи во время Союзнической войны. Претор вынес оправдательный приговор, а спустя всего несколько дней его дочь стала женой Помпея, и весь Рим был уверен, что это результат заключённой сделки. Предположительно речь идёт о всё том же Публии Антистии: Плутарх мог просто запутаться в римских государственных должностях.
Следующее упоминание о Публии Антистии относится к 82 году до н. э., когда в Италии шла гражданская война между марианцами и Луцием Корнелием Суллой. Гай Марий Младший, осаждённый сулланцами в Пренесте и осознавший безвыходность своего положения, сумел передать находившемуся в Риме претору Луцию Юнию Бруту Дамасиппу приказ убить ряд сенаторов. Источники называют имена четырёх жертв: Публий Антистий, Гай Папирий Карбон Арвина, Квинт Муций Сцевола «Понтифик» и Луций Домиций Агенобарб. Учитывая, что Сцевола был родственником жены одного из консулов-марианцев, а Карбон — двоюродным братом другого, антиковед Э. Бэдиан сделал предположение, что эти четверо «едва ли оказались просто жертвами произвола»: возможно, они всё же хотели перейти на сторону Суллы, но их замысел был раскрыт. К тому же Суллу поддерживал Помпей, зять Антистия. Есть гипотеза, что Дамасипп действовал самовольно, а рассказ о распоряжении Мария, переданном из осаждённого города, — возникшая позже легенда.
Дамасипп пригласил своих жертв в курию, якобы на совещание, «и убил их там самым жестоким образом». Тела убитых сволокли баграми в Тибр. Согласно Валерию Максиму, отрубленные головы были смешаны с головами принесённых в жертву животных.

## Интеллектуальные занятия
Марк Туллий Цицерон упоминает Антистия в своём перечне римских ораторов в диалоге «Брут». По его словам, Публий «очень зорко схватывал суть дела, тщательно строил речь и обладал хорошей памятью; слова его были не изысканными, но и не избитыми; речь его текла непринуждённо и легко, в облике её было, так сказать, столичное изящество; только исполнение немного хромало из-за недостатков произношения и некоторой причудливости».

## Семья
Публий Антистий был женат на Кальпурнии, предположительно дочери консула 111 года до н. э. Луция Кальпурния Бестии. Родившаяся в этом браке дочь стала первой женой Гнея Помпея Великого. Вскоре после гибели отца она получила развод, и после этого не упоминается в источниках.